# Jorf Lasfar
Jorf Lasfar (in arabo الجرف الأصفر‎?, al-Jurf al-Āsfar; lett. "porto giallo") è un porto marocchino, situato a 17 km a ovest di El Jadida.